# Longitud del nodo ascendente

La longitud del nodo ascendente.

La longitud del nodo ascendente (☊ o Ω) es uno de los elementos orbitales utilizados para especificar la órbita de un objeto en el espacio. Es el ángulo desde una dirección de referencia, llamada el origen de la longitud, a la dirección del nodo ascendente, medido en un plano de referencia.  El nodo ascendente es el punto donde la órbita del objeto pasa a través del plano de referencia, como se ve en la imagen adyacente. Los planos de referencia y los orígenes de longitud utilizados comúnmente incluyen:
- Para una órbita geocéntrica, el plano ecuatorial de la Tierra como plano de referencia y el Primer Punto de Aries como el origen de la longitud. En este caso, la longitud también se denomina ascensión recta del nodo ascendente. El ángulo se mide hacia el este (o, como se ve desde el norte, en sentido antihorario) desde el Primer Punto de Aries hasta el nodo.[2][3]
- Para una órbita heliocéntrica, la eclíptica como el plano de referencia y el Primer punto de Aries como el origen de la longitud. El ángulo se mide en sentido antihorario (visto desde el norte de la eclíptica) desde el Primer Punto de Aries hasta el nodo.[2]
- Para una órbita fuera del Sistema Solar, el plano tangente a la esfera celeste en el punto de interés (llamado el plano del cielo) como el plano de referencia, y al norte, es decir, la proyección perpendicular de la dirección del observador al norte del polo celeste en el plano del cielo, como el origen de la longitud. El ángulo se mide hacia el este (o, como lo ve el observador, en sentido antihorario) desde el norte hasta el nodo.[4], pp. 40, 72, 137; [5], cap. 17.

En el caso de una estrella binaria conocida solo por observaciones visuales, no es posible decir qué nodo está ascendiendo y cuál es descendente. En este caso, el parámetro orbital que se registra es la longitud del nodo, Ω, que es la longitud de cualquier nodo que tenga una longitud entre 0 y 180 grados., cap. 17;, p. 72.

## Cálculo de vectores de estado
En la astrodinámica, la longitud del nodo ascendente se puede calcular a partir del vector de momento angular relativo específico h de la siguiente manera:
{\displaystyle {\begin{aligned}\mathbf {n} &=\mathbf {k} \times \mathbf {h} =(-h_{y},h_{x},0)\\\Omega &={\begin{cases}\arccos {{n_{x}} \over {\mathbf {\left|n\right|} }},&n_{y}\geq 0;\\2\pi -\arccos {{n_{x}} \over {\mathbf {\left|n\right|} }},&n_{y}<0.\end{cases}}\end{aligned}}}
Aquí, n=<nx, ny, nz> es un vector que apunta hacia el nodo ascendente. Se supone que el plano de referencia es el plano xy, y el origen de la longitud se toma como el eje x.  k es el vector unitario (0, 0, 1), que es el vector normal del plano de referencia xy.
Para órbitas no inclinadas (con inclinación igual a cero), Ω no está definido. Para el cálculo, entonces, por convención, se establece igual a cero; es decir, el nodo ascendente se coloca en la dirección de referencia, que es equivalente a dejar que n señale hacia el eje x positivo.